# Naohisa Takato
Naohisa Takato (高藤直寿?, Takatō Naohisa; Shimotsuke, 30 maggio 1993) è un judoka giapponese, vincitore della medaglia di bronzo nei 60 kg a Rio de Janeiro 2016 e della medaglia d'oro sempre nei 60 kg ai Giochi della XXXII Olimpiade di Tokyo.

## Palmares
- Giochi olimpici

Rio de Janeiro 2016: bronzo nei 60 kg.
Tokyo 2020: oro nei 60 kg.
- Mondiali

Rio de Janeiro 2013: oro nei 60 kg.
Chelyabinsk 2014: bronzo nei 60 kg.
Budapest 2017: oro nei 60 kg.
Baku 2018: oro nei 60 kg.
- Campionati asiatici

Hong Kong 2017: oro nei 60 kg.

### Vittorie nel circuito IJF
| Data             | Località | Paese    | Categoria     |
| ---------------- | -------- | -------- | ------------- |
| 26 maggio 2012   | Mosca    | Russia   | Grand Slam    |
| 30 novembre 2012 | Tokyo    | Giappone | Grand Slam    |
| 9 febbraio 2013  | Parigi   | Francia  | Grand Slam    |
| 25 maggio 2013   | Tjumen'  | Russia   | World Masters |
| 29 novembre 2013 | Tokyo    | Giappone | Grand Slam    |
| 21 giugno 2014   | Budapest | Ungheria | Grand Prix    |
| 25 maggio 2015   | Rabat    | Marocco  | World Masters |
| 17 ottobre 2015  | Parigi   | Francia  | Grand Slam    |
| 4 dicembre 2015  | Tokyo    | Giappone | Grand Slam    |
| 11 febbraio 2017 | Parigi   | Francia  | Grand Slam    |
| 2 dicembre 2017  | Tokyo    | Giappone | Grand Slam    |
| 27 agosto 2018   | Zagabria | Croazia  | Grand Prix    |